# Dřeň nadledvin
Dřeň nadledvin, lat. medulla glandulae suprarenalis, je párová žláza s vnitřní sekrecí. Jedná se o modifikované sympatické ganglion, vychází tedy z nervové soustavy. Buňky dřeně nadledvin produkují katecholaminy, především adrenalin a noradrenalin, v malém množství také dopamin. Dřeň nadledvin je součástí tzv. sympatoadrenálního systému a je prvním orgánem, který reaguje na zátěžové situace a spouští poplachovou reakci stresu.

## Struktura
Dřeň nadledvin je uložena uvnitř nadledvin a tvoří asi 10 % jejich objemu. Je tvořena nepravidelnými trámci buněk, spíše shluky buněk nahloučených kolem kapilárních sinusoid, navzájem propojených krevních vlásečnic. Tyto buňky jsou velké, hranatého tvaru, s bazofilní, jemně zrnitou cytoplasmou. Zrna v cytoplasmě obsahují katecholaminy. Protože v přítomnosti kyseliny chromisté či dichromanu draselného jsou katecholaminy oxidovány na melanin, je-li histologický preparát barvený chromovými barvivy, zrna uvnitř buněk zhnědnou. Toto dalo buňkám dřeně nadledvin jméno, jsou označovány jako buňky chromafinní, nebo též feochromocyty. Chromafinní buňky jsou změněné postgangliové neurony, které ztratily axony, ale jinak zůstávají trvale připojené k výběžkům sympatických pregangliových neuronů a tím pádem k celé centrální nervové soustavě. Pregangliové sympatické neurony na svých synapsích s chromafinními buňkami uvolňují acetylcholin a enkefaliny. Chromafinní buňky v reakci vylučují katecholaminy přímo do krve.
Chromafinní buňky jsou dvojího typu, přičemž vnější rozdíly jsou v morfologii zrn vázaných na membránu, což je patrné v elektronovém mikroskopu. Liší se však produkovanými katecholaminy: 80 % chromafinních buněk syntetizuje adrenalin a zbývajících 20 % tvoří noradrenalin.
Malé množství tkáně dřeně nadledvin tvoří také řídké vazivo tvořící podpůrnou tkáň a shluky pregangliových sympatických neuronů.

## Funkce

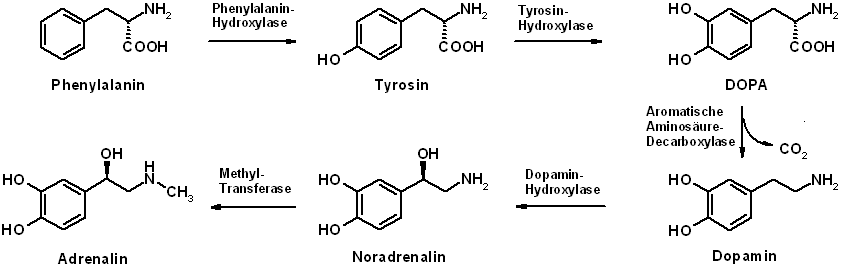
Syntéza adrenalinu

Hlavním produktem dřeně nadledvin je adrenalin, ten vzniká pouze ve dřeni a není tvořen mimo ní. Naproti tomu noradrenalin se ve většině orgánů inervovaných sympatikem tvoří rovnou na místě, nebo má původ v jiných nervových zakončeních.
Katecholaminy vznikají z aminokyseliny tyrosinu. Ten je nejprve v cytosolu chromafinních buněk přeměněn enzymem tyrosinhydroxylázou na L-dihydroxenylalanin, zkráceně zvaný L-dopa, který pak enzym dopa-dekarboxyláza přemění na dopamin. Dopamin je uložen v granulích v cytoplasmě a zde je z něj vyroben noradrenalin enzymem dopamin-beta-hydroxalázou. V posledním kroku noradrenalin opouští granula, vrací se do cytoplasmy a je přeměněn na adrenalin v reakci, která vyžaduje enzym fenylethanolamin-N-methyltransferázu, neboli FNMT. Syntéza samotné FNMT je podmíněná působením glukokortikoidů. Hotový adrenalin je uskladněný v granulech.
Sekrece granul je spouštěna uvolněním acetylcholinu z pregangliových neuronů. Dochází ke splynutí membrány granul a membrány cytoplasmatické, k exocytóze, a k uvolnění obsahu granul do okolí buňky a vzápětí i do krevního oběhu. Buňky dřeně nadledvin nemají schopnost zpětného vychytávání již uvolněných katecholaminů. Samotné pregangliové neurony jsou přes splanchnický nerv řízené z hypotalamu a mozkového kmene.

### Role dřeně nadledvin při akutním stresu
Stres je nespecifická reakce organismu na zátěžové vlivy. První fází stresu je poplachová reakce a právě té se účastní dřeň nadledvin. Aktivací dojde k vyplavení katecholaminů do krve. Ty se vážou na adrenergní receptory v různých tkáních a způsobují okamžitou reakci spočívající ve zvýšení krevního tlaku, srdeční frekvence, glykogenolýze a lipolýze, která připravuje organismus na "boj nebo útěk".

## Embryonální vývoj dřeně nadledvin
Dřeň nadledvin vzniká z buněk neurální lišty. Během pátého týdne nitroděložního vývoje vzniká na horním pólu budoucí ledviny primitivní kůra nadledvin, do které se v sedmém týdnu z vnitřní strany vtlačí masa buněk migrujících z neurální lišty a vytvoří tak dřeň.

## Dřeň nadledvin u zvířat
Dřeň a kůra nadledvin mají odlišný původ a pouze u savců tvoří takto uspořádaný orgán, nadledvinu. U paryb jsou dřeň a kůra odděleny a tvoří samostatné orgány, u plazů se k sobě "dřeň" a "kůra" přikládají na jedné straně.
U ptáků přechází tkáň kůry a dřeně jedna ve druhou, proto se u nich popisuje jen dřeňová část, pars medullaris gl. adrenalis. Je tvořená velkými bazofilními buňkami s chromafinními granulemi v cytoplasmě, které tvoří pruhy pronikající mezi buňky korové části, mezi kterými jsou nápadné svou velikostí.